# Withania frutescens
La paternostera (PV), l'orval (B) o la bufera (C) (Withania frutescens) és una angiosperma del gènere Withania dins de la família de les solanàcies. És un gènere integrat al nord d'Àfrica per dues espècies: W. frutescens, un arbust mediterrani, i W. adpressa, un arbust saharià.

## Etimologia
- Withania: nom en honor de Henry Whitam, un geòleg del segle xix.[5]

- frutescens: mot llatí que significa que es fa arbustiva, Linné va anomenar així a aquesta planta perquè la va classificar dins del gènere Atropa, junt amb la belladona, que són herbes robustes.[6]

## Descripció
És un arbust perennifoli, hermafrodita, netament llenyós de fins a 3 metres d'alçada. Està molt ramificat, les tiges i branques es presenten tortuoses. L'escorça és tova, suberosa i amb profunds solcs longitudinals de color gris clar. Les fulles, de mida 1-8 x 0.8-9 cm, són ovades o suborbiculars, obtuses, amb la base arrodonida o cordiforme (en forma de cor). En freqüència les fulles tenen forma de cor, amb el marge sencer, peciolades, alternes, rarament oposades, coriàcies, glabrescents, les més joves amb una polsina gruixuda blanquinosa, de color verd per ambdues cares.
Les flors (8-16 mm de llarg) solitàries, axil·lars amb peduncle flexible que fa que estiguin generalment inclinades cap avall. El calze és verd campanulat acabat en lòbuls triangulars amb l'àpex una mica bolcat cap enrere. D'estams n'hi ha 5, desiguals, inclosos en el tub de la corol·la. Floreix durant tot l'any, encara que amb més intensitat durant la primavera i la tardor.
El fruit és una baia globosa d'uns 8 mm de diàmetre de color verd primer i vermella a ennegrida a mesura que va madurant. Es troba rodejada, menys en la part superior, pel calze persistent que s'ha eixamplat molt rodejant el fruit sense arribar a tocar-lo. La floració es produeix al llarg de tot l'any junt amb la fructificació.
No es coneix cap aplicació medicinal.

## Hàbitat i distribució
Freqüent als llits dels barrancs secs de la zona baixa (0-600 m d'altitud), zones alterades seques i solellades, i boscos termòfils (que els afavoreix les altes temperatures), molt comú a les zones costaneres i subcostaneres d'Algèria occidental i gairebé a tot el Marroc a excepció de les zones saharianes. La seva distribució és a l'extrem occidental de la regió mediterrània sud-est de l'Estat Espanyol, Illes Balears, Illes Canàries orientals i nord-oest d'Àfrica.
Recentment, s'ha descobert que les sargantanes de les Illes Balears s'alimenten del fruit i que les llavors es veuen afavorides per a germinar en passar pel tracte digestiu d'aquestes.

## Galeria

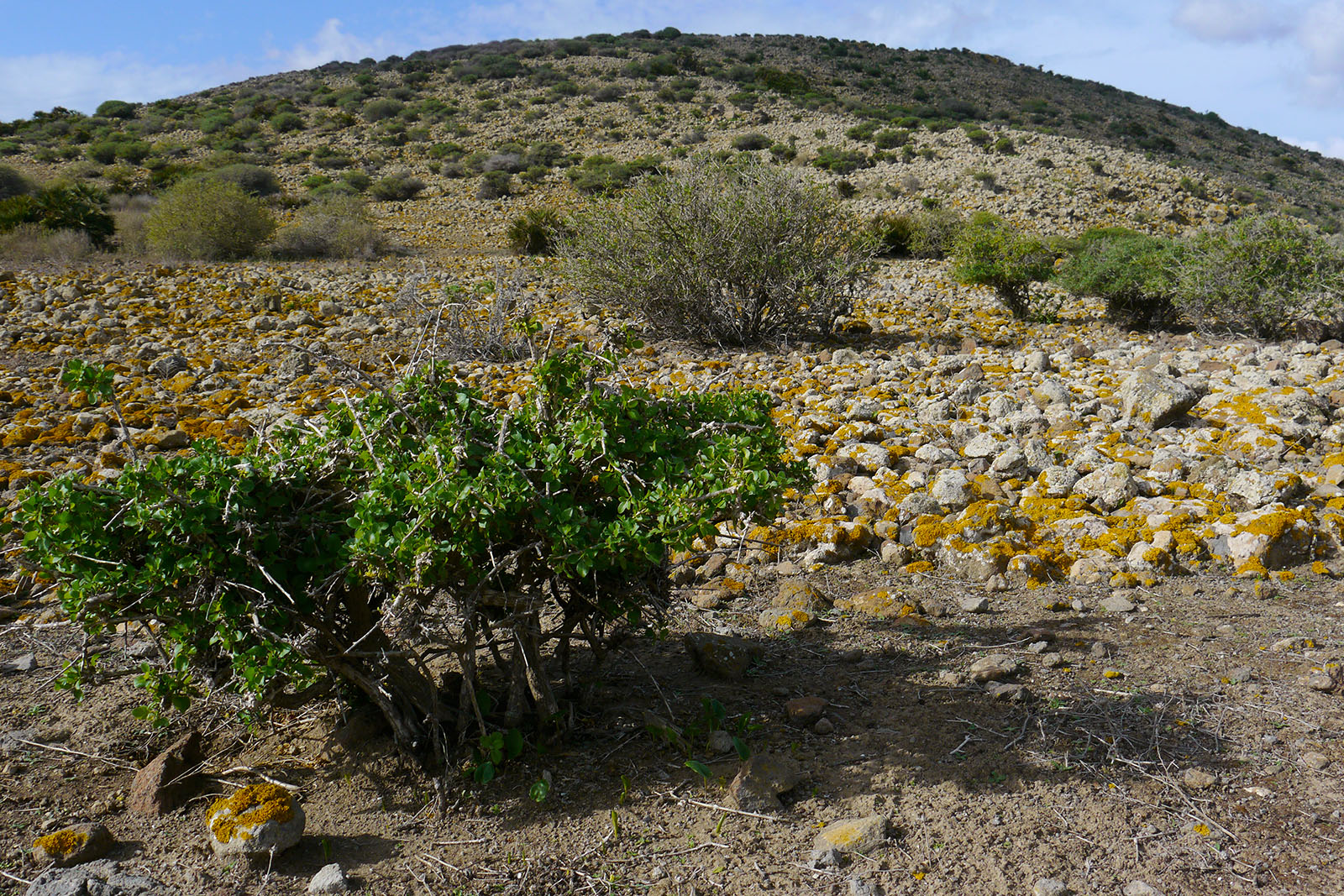
Individu al seu medi natural
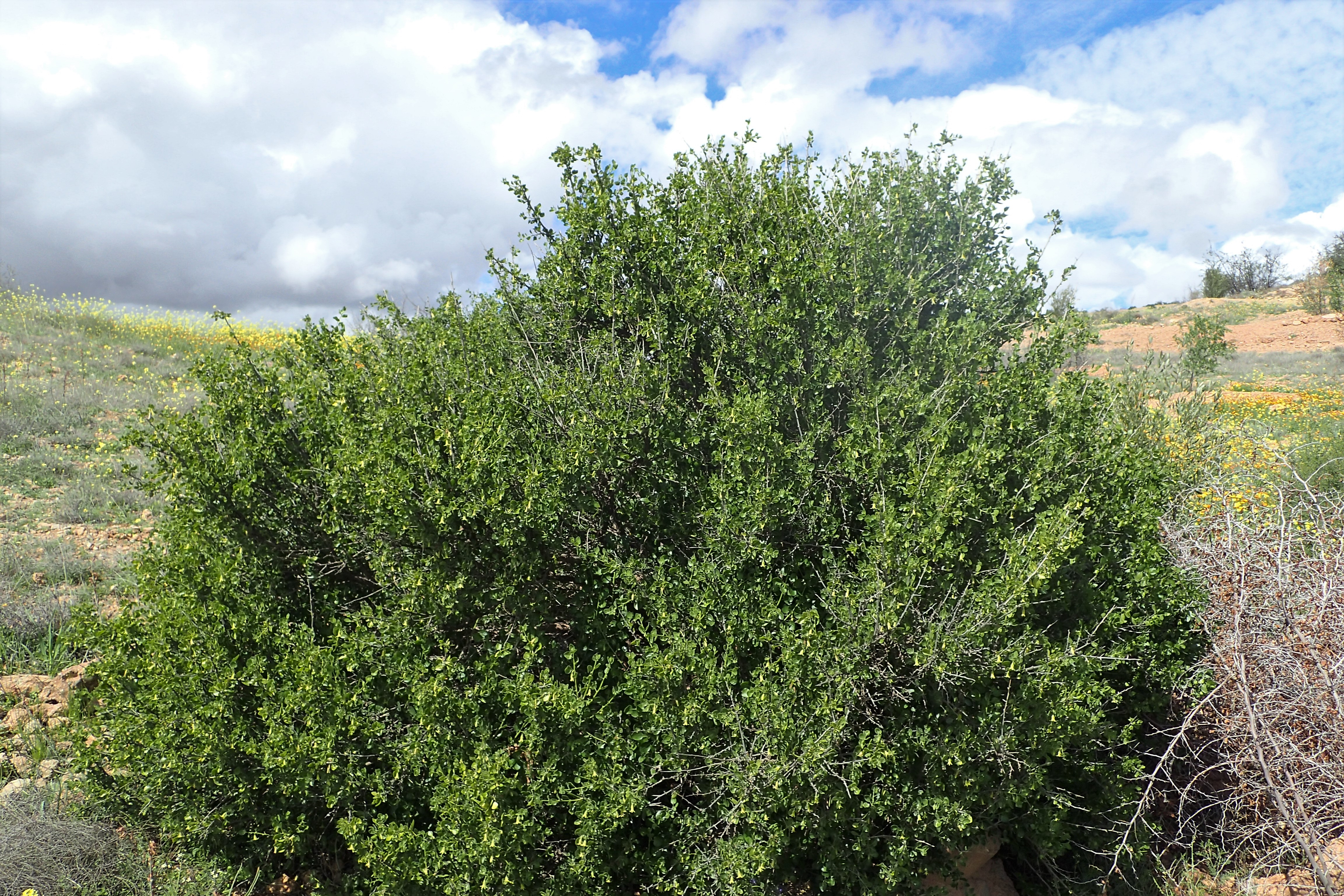
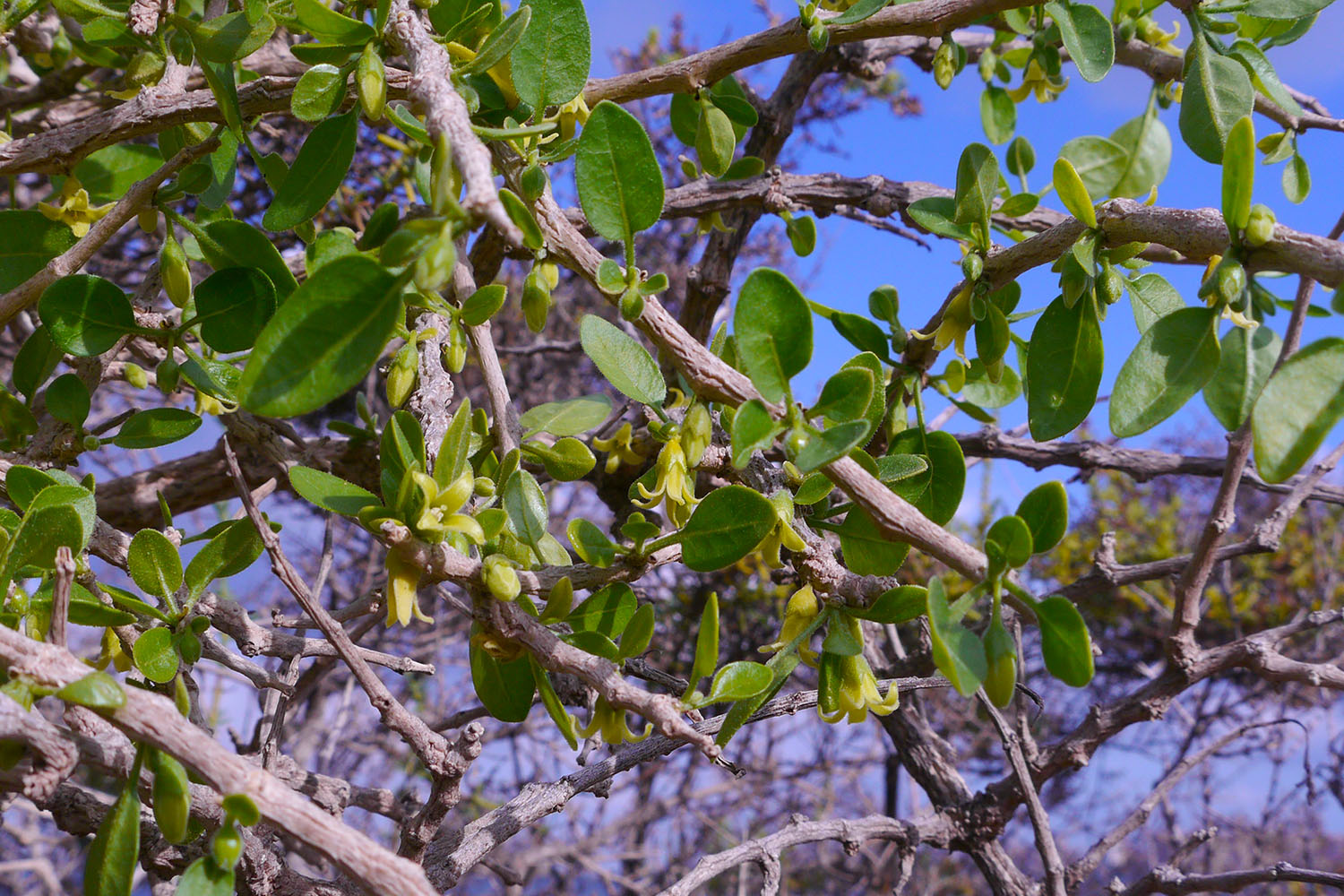
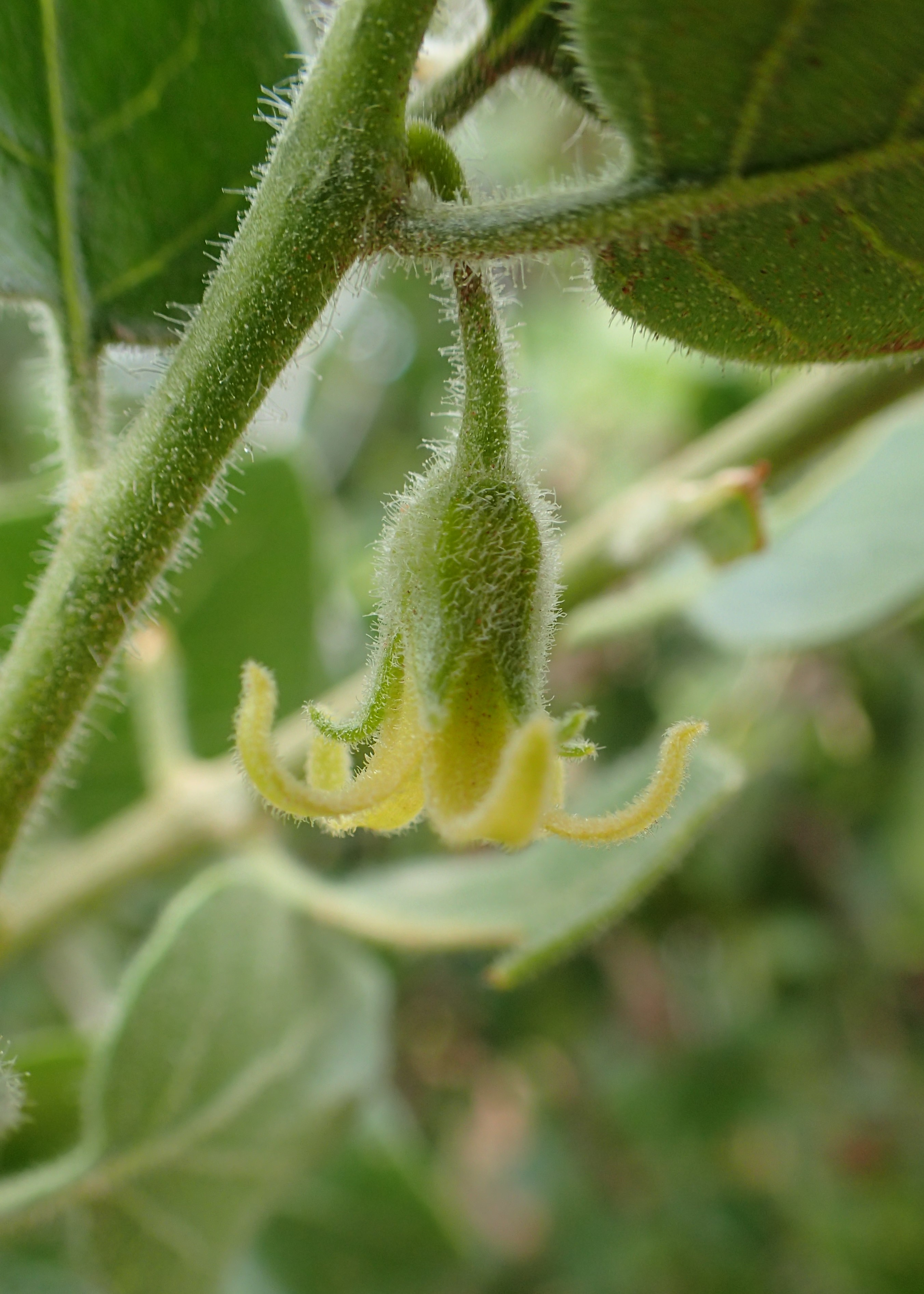
Detall de la flor
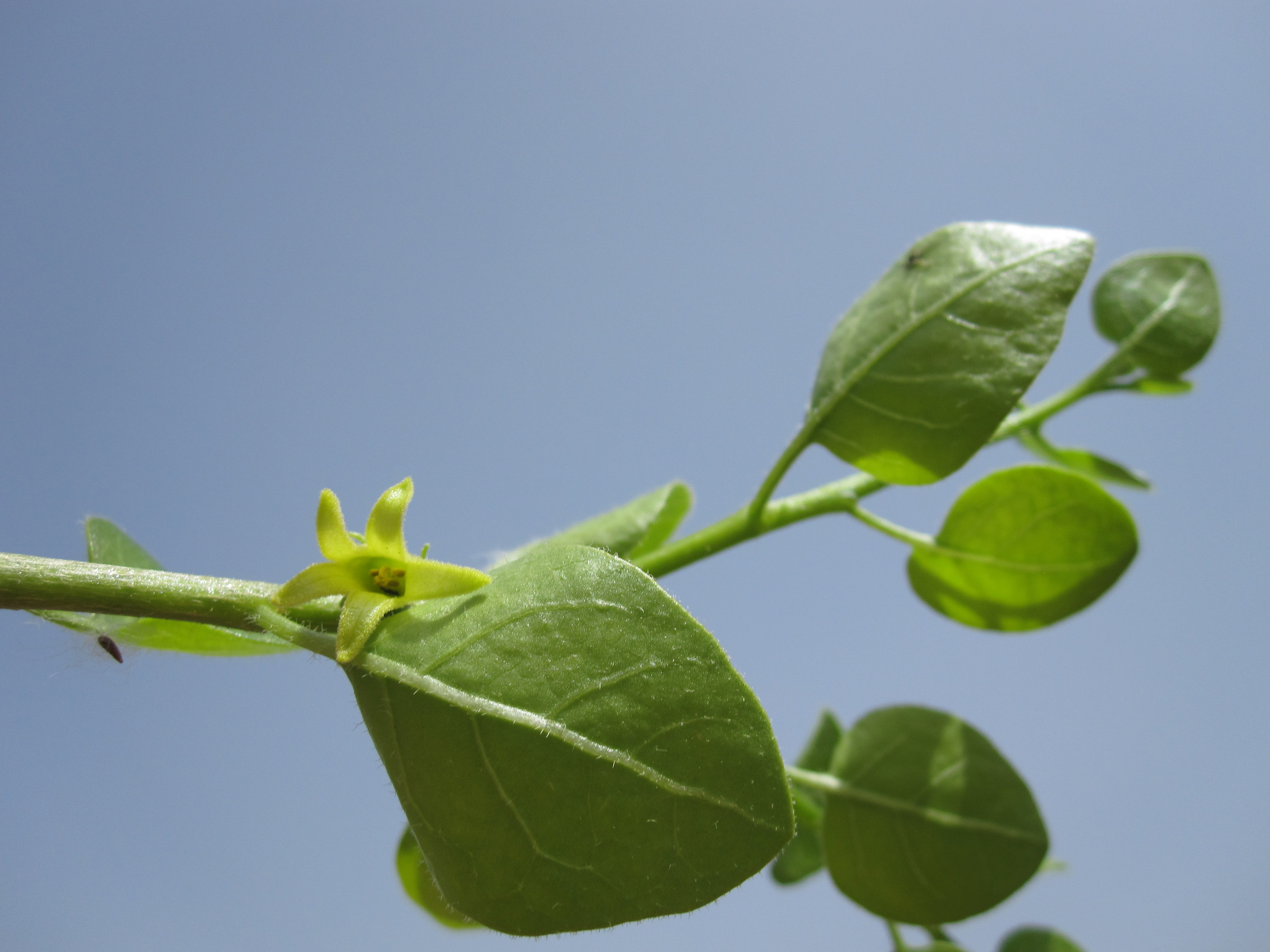
Detall de rama jove
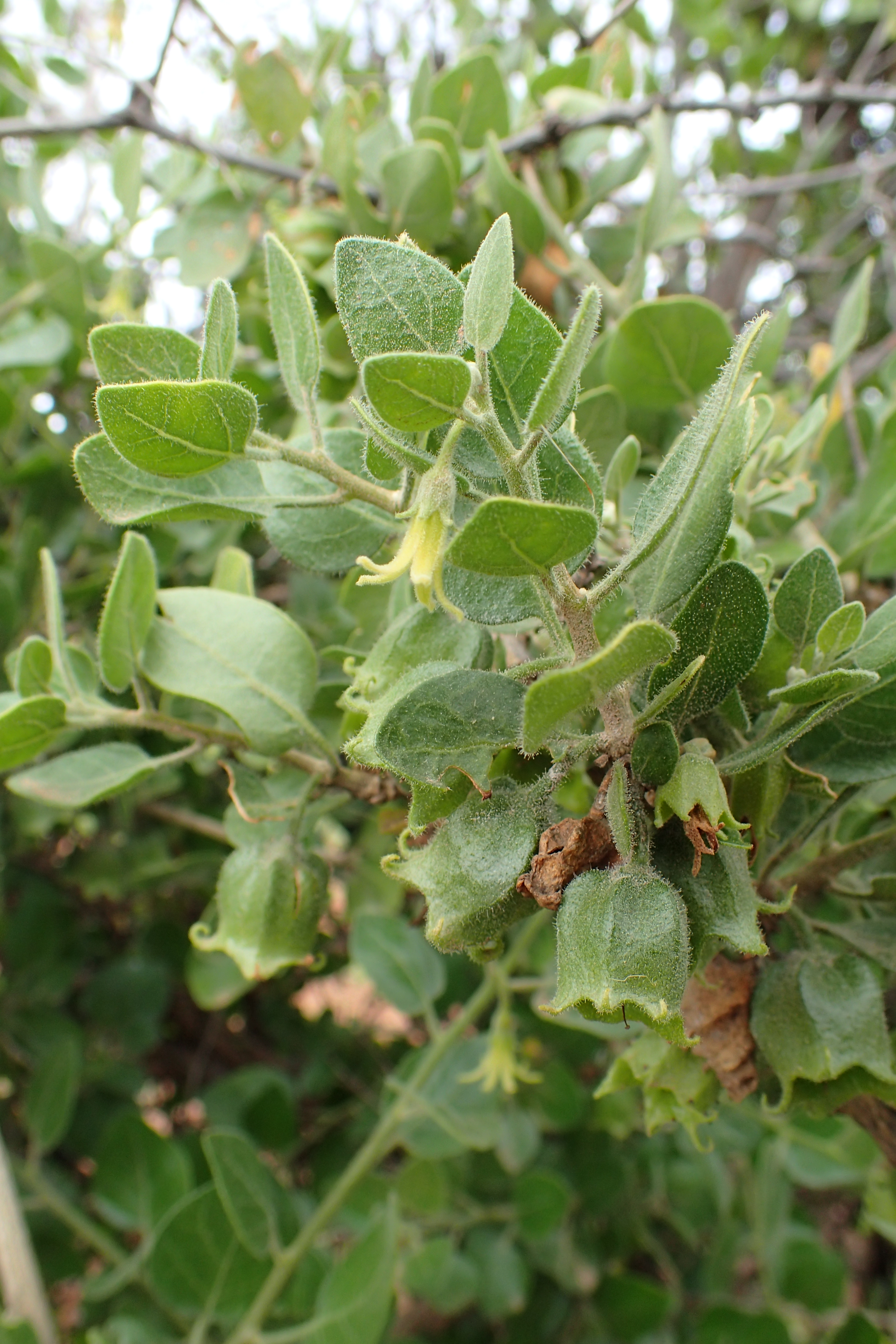